# Navadna grebenuša
Navadna grebenuša (znanstveno ime Polygala vulgaris) je zelnata trajnica s pokončnimi krepkimi poganjki, ki je dokaj pogosta tudi v Sloveniji.

## Opis
Od 7 do 35 cm visoka stebla so olistana s premenjalno razvrščenimi, 2 do 4 mm širokimi in 10 do 20 mm dolgimi listi . Zgornji stebelni listi so daljši od spodnjih. Za razliko od nekaterih drugih vrst grebenuš pa navadna grebenuša nima razvite pritlične listne rozete. Cvetovi so modri, rdečkasti ali vijolični, redkeje beli, zbrani pa so v socvetja, ki poganjajo na vrhu stebla, vanje pa je običajno zbranih več kot 10 cvetov. 
Navadna grebenuša najbolje uspeva na zakisanih in z dušikom srednje bogatih tleh kot so suhi travniki in pašniki ter svetli gozdovi. Uspeva od Evrope do vzhodne Azije, pa tudi v Severni Ameriki. V Sloveniji cveti od maja do julija. 

## Zdravilne lastnosti
V tradicionalnem ljudskem zdravilstvu so poparek navadne grebenuše dajali doječim materam, saj naj bi spodbujal laktacijo.

## Podvrste
- Polygala vulgaris subsp. alpestris (Reichenb.) Rouy & Fouc. [= Polygala alpestris Reichenb. ]
- Polygala vulgaris subsp. comosa (Schkuhr) C$elak. [= Polygala comosa Schkuhr ]
- Polygala vulgaris subsp. rosea  [= Polygala nicaeensis subsp. caesalpini Bubani ]
- Polygala vulgaris subsp. nicaeensis (Koch) Rouy & Fouc. [= Polygala nicaeensis Koch ]
- Polygala vulgaris subsp. calliptera (Le Grand) Rouy & Fouc. [= Polygala vulgaris subsp. calliptera L. ]
- Polygala vulgaris var. calliptera Le Grand [= Polygala vulgaris subsp. calliptera (Le Grand) Rouy & Fouc. ]
- Polygala vulgaris subsp. collina (Reichenb.) Borbás [= Polygala vulgaris subsp. collina L. ][2]